# Wall Street (línea de la Avenida Lexington)
Wall Street es una estación en la línea de la Avenida Lexington del Metro de Nueva York de la A del Interborough Rapid Transit Company. La estación se encuentra localizada en el distrito financiero de Manhattan en la esquina de Wall Street con Broadway. La estación es servida en varios horarios por diferentes trenes de los servicios  y .

## Galería

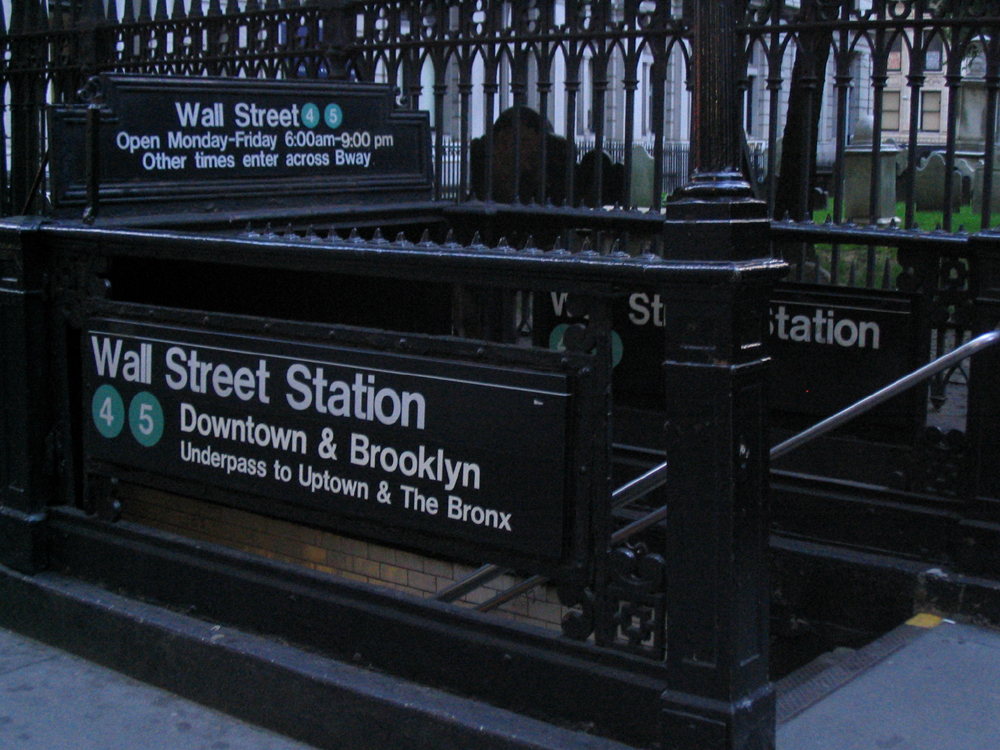
Entrada a la Iglesia de la Trinidad
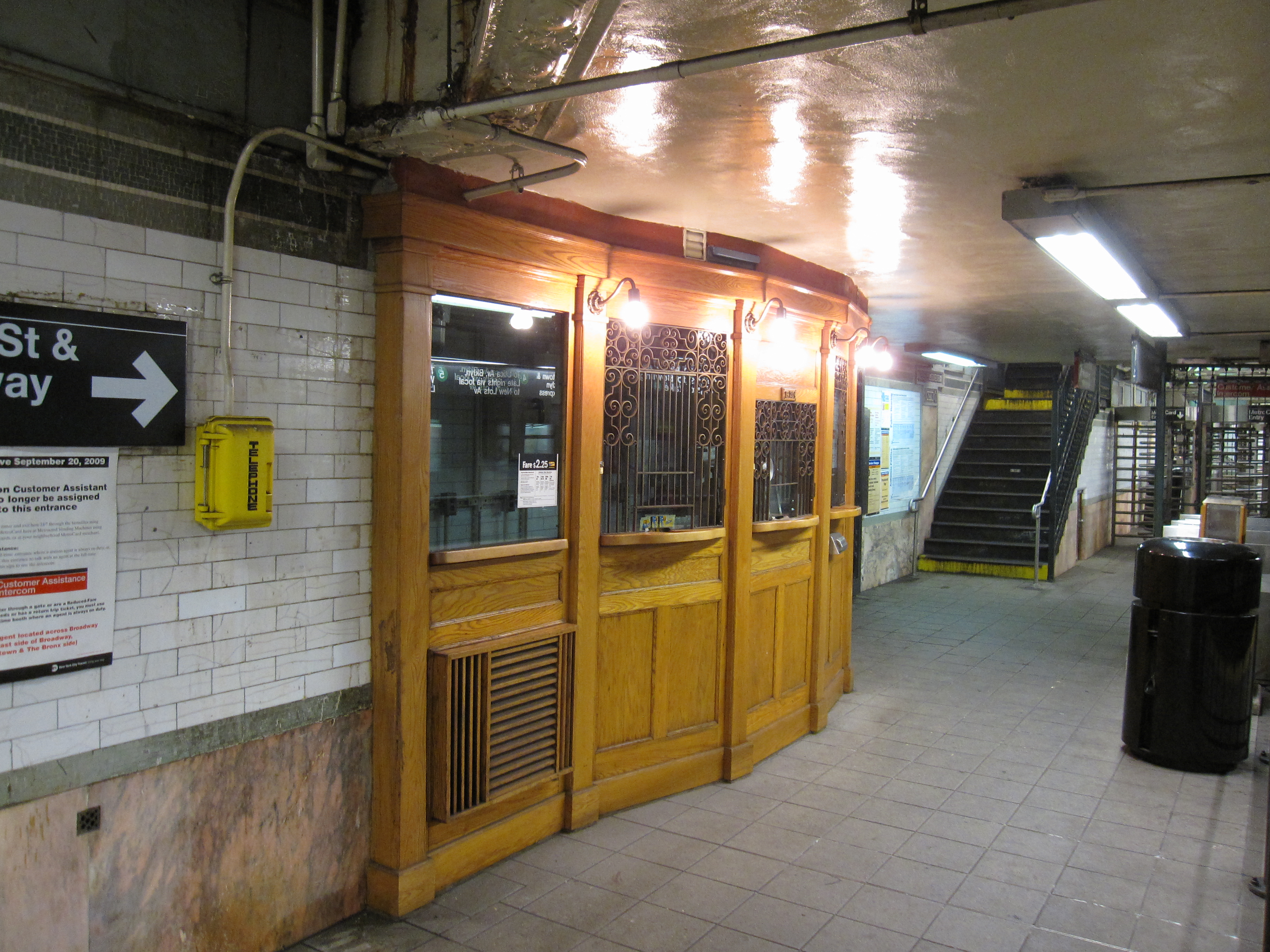
Cabina antigua de madera
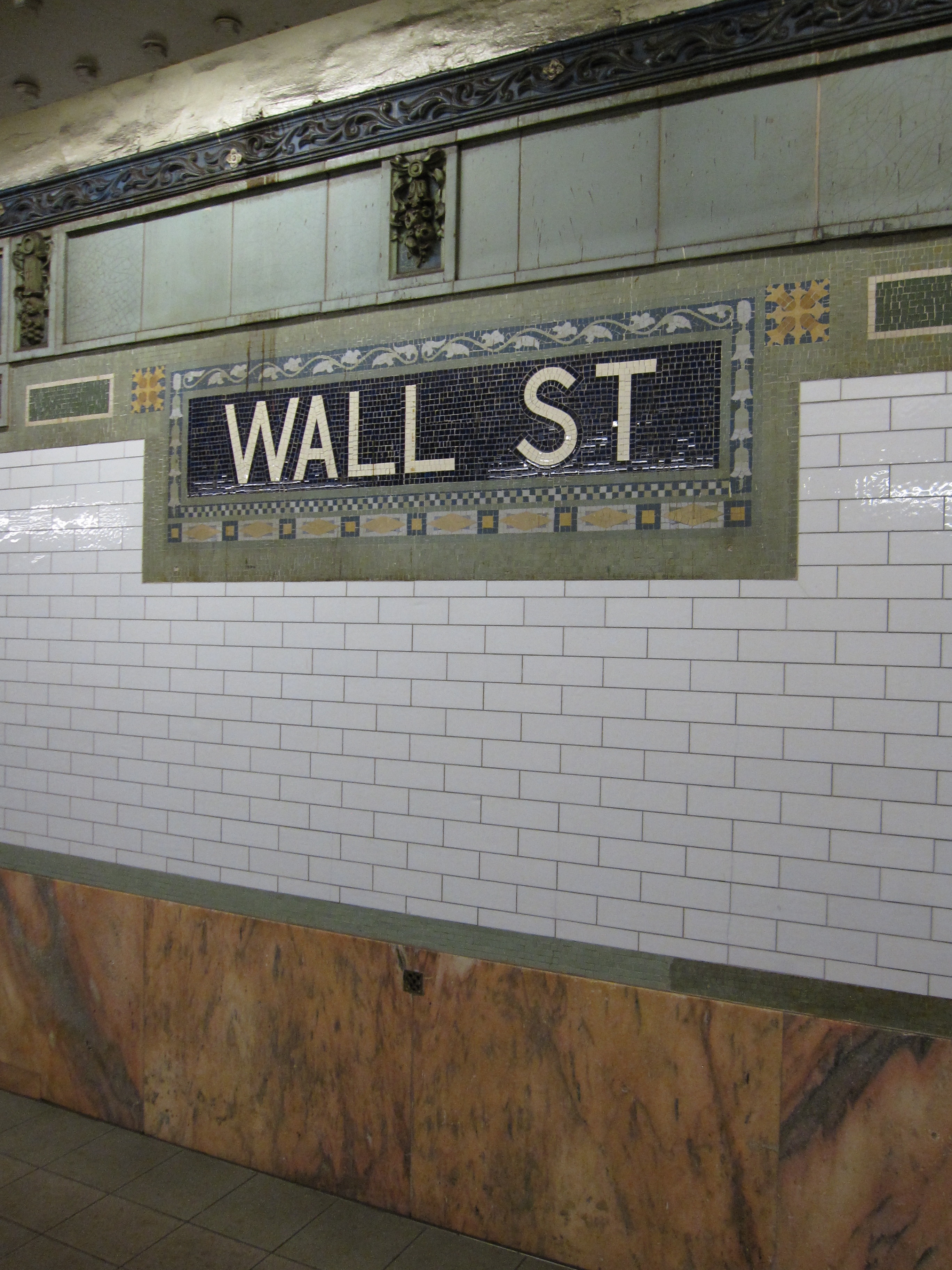
Vista de las paredes
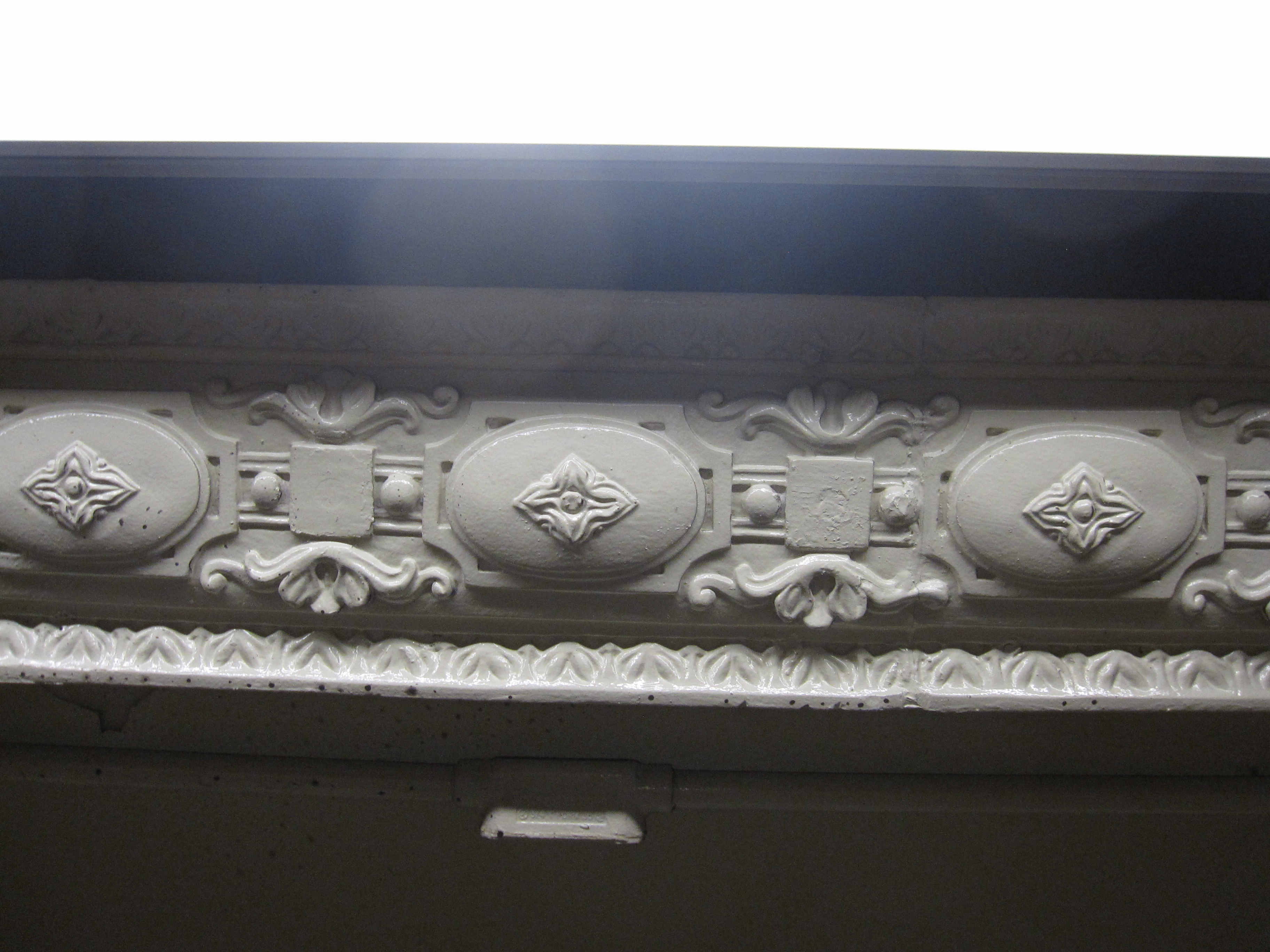
Elementos de la decoración del cielo razo
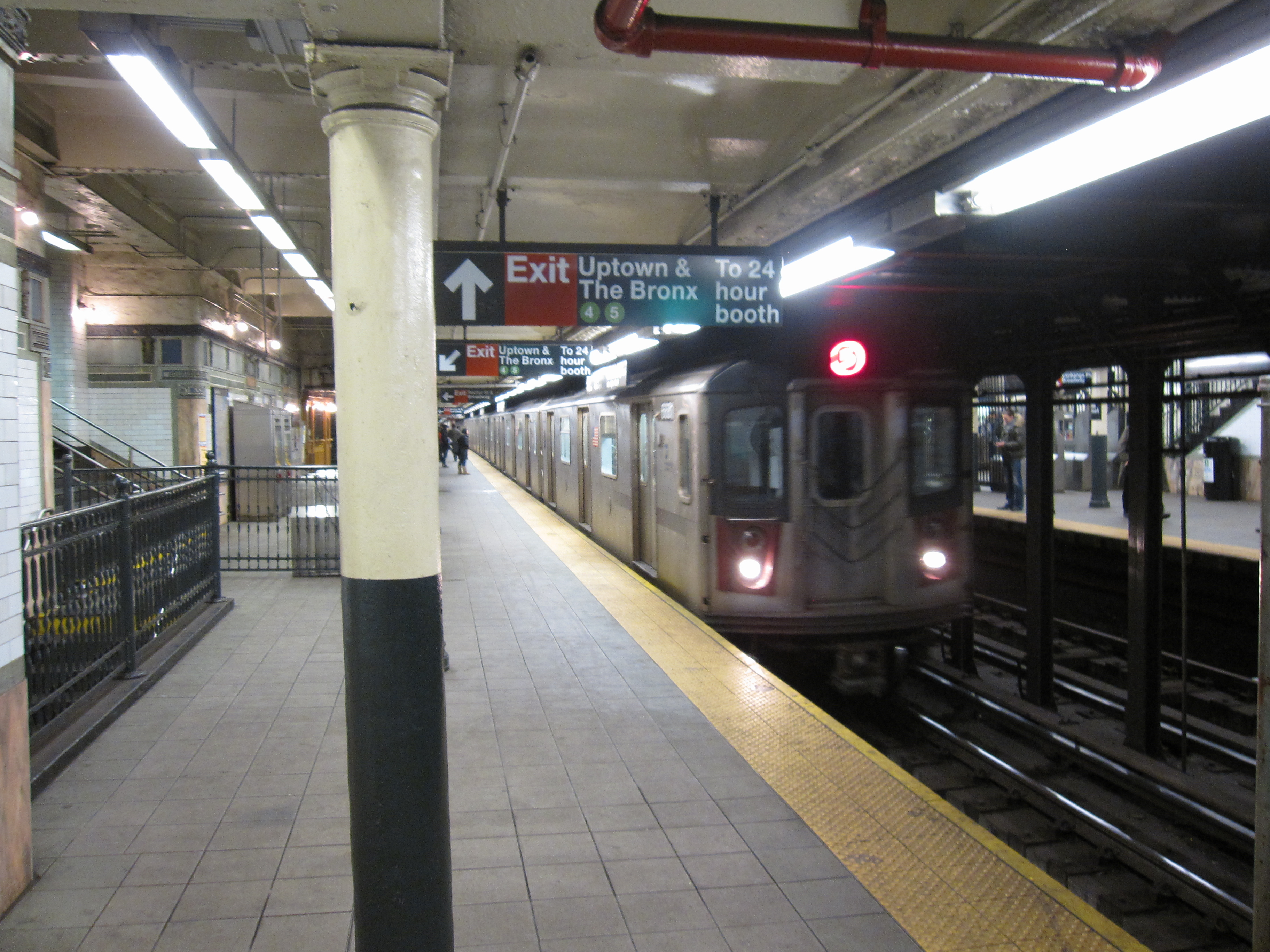
Tren  modelo R142